# تپه کومه یئری
تپه کومه یئری مربوط به سده‌های میانه و متاخر دوران‌های تاریخی پس از اسلام است و در شهرستان نیر، بخش کورائیم، دهستان یورتچی شرقی، روستای اق چای سفلی واقع شده و این اثر در تاریخ ۱۸ اسفند ۱۳۸۷ با شمارهٔ ثبت ۲۴۹۴۲ به‌عنوان یکی از آثار ملی ایران به ثبت رسیده است.